# Ferrari F138
A Ferrari F138 (conhecida originalmente por Ferrari F2013, ou ainda por seu número de projeto, Ferrari 664) é o carro da Ferrari para a Temporada de Fórmula 1 de 2013 e foi pilotado pelo espanhol bicampeão mundial e vice-campeão de 2012 Fernando Alonso e pelo brasileiro Felipe Massa.

## Resultados[2]
(legenda) (em itálico indica volta mais rápida)
| Ano  | Chassi | Motor          | Pneus | N° | Pilotos         | 1   | 2   | 3   | 4   | 5   | 6   | 7   | 8   | 9   | 10  | 11  | 12  | 13  | 14  | 15  | 16  | 17  | 18  | 19  | Pontos | Posição |  |
| ---- | ------ | -------------- | ----- | -- | --------------- | --- | --- | --- | --- | --- | --- | --- | --- | --- | --- | --- | --- | --- | --- | --- | --- | --- | --- | --- | ------ | ------- |  |
|      |        |                |       |    |                 |     |     |     |     |     |     |     |     |     |     |     |     |     |     |     |     |     |     |     |        |         |  |
|      |        |                |       |    |                 | AUS | MAL | CHN | BHR | ESP | MON | CAN | GBR | GER | HUN | BEL | ITA | SIN | KOR | JAP | IND | ABD | EUA | BRA |        |         |  |
| 2013 | F138   | Ferrari 056 V8 | P     | 3  | Fernando Alonso | 2   | Ret | 1   | 8   | 1   | 7   | 2   | 3   | 4   | 5   | 2   | 2   | 2   | 6   | 4   | 11  | 5   | 5   | 3   | 354    | 3º      |  |
| 2013 | F138   | Ferrari 056 V8 | P     | 4  | Felipe Massa    | 4   | 5   | 6   | 15  | 3   | Ret | 8   | 6   | Ret | 8   | 7   | 4   | 6   | 9   | 10  | 4   | 8   | 12  | 7   | 354    | 3º      |  |